# سلینا یورگ
سلینا یورگ (انگلیسی: Selina Jörg؛ زادهٔ ۲۴ ژانویهٔ ۱۹۸۸) ورزشکار اسنوبردسواری اهل آلمان است.
وی در مسابقات کشوری و بین‌المللی در مجموع برندهٔ ۲ مدال طلا، ۱ مدال نقره، ۲ مدال برنز شده‌است.